# Associação Marauense de Futsal
A Associação Marauense de Futsal (AMF) é um clube de futsal brasileiro, localizado em Marau, Rio Grande do Sul. Atualmente disputa a Liga Gaúcha de Futsal.

## História
Após a equipe do Perdigão/Metasa, ter representado a cidade de Marau na Série Ouro do Campeonato Gaúcho de Futsal, equivalente à primeira divisão estadual, nos anos de 2001, 2002 e 2003, inclusive sagrando-se campeã na edição de 2002, Marau ficou sem representante no futsal profissional após o encerramento das atividades deste clube. No ano de 2008, foi fundada a Associação Marauense de Futsal, como uma entidade sem fins lucrativos. Em 2016, a equipe disputou a Série Bronze do Campeonato Gaúcho de Futsal daquele ano, encerrando a participação na segunda fase da competição, ao ser derrotada pela Associação Esportiva Uruguaianense (AEU).
Na temporada de 2017, a AMF conseguiu o título da Série Bronze ao derrotar o Nadas Branco, de Rio Pardo, na final. Com isso, a equipe ganhou o direito de disputar a Série Prata de 2018. Nesta competição, a AMF chegou novamente a final, onde enfrentou o Passo Fundo Futsal e acabou sendo derrotada, encerrando na segunda colocação e conquistando o acesso para a primeira divisão de 2019. Com um empate na prorrogação no jogo de volta, no Ginásio Capingui, o título ficou para o PFF, já que no jogo de ida em Marau a equipe de Passo Fundo havia vencido por 5-2, enquanto fora a AMF virou para 2-1 e o PFF jogou a prorrogação com o direito do empate, sendo que Marau vencia o jogo até os 4'49" da etapa complementar, quando Vinícius Costa empatou e decretou o título para a equipe passofundense.
Na primeira temporada na principal competição do futsal do Rio Grande do Sul, a Liga Gaúcha de Futsal de 2019, a AMF se destacou por eliminar nos pênaltis a tradicional equipe de Carlos Barbosa nas quartas-de-final. Nas semifinais, a AMF enfrentou o Guarany de Guarany e venceu o jogo de ida em Marau por 3-1, mas foi derrotada em Espumoso tanto no tempo normal (4-1) como na prorrogação (3-1), encerrando a Liga na quarta colocação. Foi treinada durante parte da competição por Miltinho, treinador campeão mundial, que faleceu em agosto e foi substituído por Nuno.

## Títulos
Títulos
- Campeonato Gaúcho de Futsal - Série Bronze: 2017

Campanhas de destaque
- Campeonato Gaúcho de Futsal - Série Prata: 2018 (2º lugar)
- Liga Gaúcha de Futsal: 2019 (4º lugar)